# Pickens 200 1968
Pickens 200 1968 var ett stockcarlopp ingående i Nascar Grand National Series (nuvarande Nascar Cup Series) som kördes 22 juni 1968 på den 0,5 mile (804,672 meter) långa ovalbanan Greenville-Pickens Speedway i Easley, strax väster om Greenville i South Carolina. Totalt avverkades 100 miles (160,934 km) fördelat på 200 varv. Banunderlaget var dirt. Loppet vanns av Richard Petty i en Plymouth på tiden 1:32.52 körande för Petty Enterprises. Pettyss snitthastighet uppgick till 64,609 mph. Det var Pettys 82:a vinst av totalt 200 i karriären. Prispotten uppgick till 4 940 dollar, varav 1 200 dollar gick till segraren.

## Resultat
| Plc     | Nr | Förare         | Team/ bilägare       | Konstruktör | Start | Varv | Ledda varv |
| ------- | -- | -------------- | -------------------- | ----------- | ----- | ---- | ---------- |
| 1       | 43 | Richard Petty  | Petty Enterprises    | Plymouth    | 2     | 200  | 31         |
| 2       | 17 | David Pearson  | Holman Moddy         | Ford        | 1     | 200  | 164        |
| 3       | 4  | John Sears     | DeWitt Racing        | Ford        | 5     | 195  | 0          |
| 4       | 20 | Clyde Lynn     | Negre Racing         | Ford        | 11    | 194  | 0          |
| 5       | 25 | Jabe Thomas    | Robertson Racing     | Ford        | 6     | 193  | 0          |
| 6       | 70 | J.D. McDuffie  | McDuffie Racing      | Buick       | 10    | 191  | 0          |
| 7       | 93 | Elmo Langley   | i.u.                 | Ford        | 17    | 187  | 0          |
| 8       | 34 | Wendell Scott  | Scott Racing         | Ford        | 12    | 183  | 0          |
| 9       | 19 | Henley Gray    | Gray Racing          | Ford        | 14    | 175  | 0          |
| 10      | 9  | Roy Tyner      | Roy Tyner            | Chevrolet   | 22    | 175  | 0          |
| 11      | 87 | Sam Waldrop    | Buck Baker Racing    | Chevrolet   | 8     | 171  | 0          |
| 12      | 01 | Paul Dean Holt | Dennis Holt          | Ford        | 20    | 164  | 0          |
| 13      | 8  | Ed Negre       | Negre Racing         | Ford        | 21    | 157  | 0          |
| 14      | 75 | Bryant Wallace | Gene Black           | Ford        | 9     | 118  | 0          |
| 15      | 88 | Buck Baker     | Buck Baker Racing    | Oldsmobile  | 7     | 117  | 0          |
| 16      | 51 | Stan Meserve   | Margo Hamm           | Dodge       | 18    | 98   | 0          |
| 17      | 28 | Earl Brooks    | Brooks Racing        | Ford        | 13    | 95   | 0          |
| 18      | 45 | Bill Seifert   | Seifert Racing       | Ford        | 16    | 87   | 0          |
| 19      | 95 | Cecil Gordon   | Gray Racing          | Ford        | 15    | 85   | 0          |
| 20      | 3  | Buddy Baker    | Fox Racing           | Dodge       | 3     | 60   | 5          |
| 21      | 06 | Neil Castles   | Neil Castles         | Plymouth    | 19    | 40   | 0          |
| 22      | 71 | Bobby Isaac    | K&K Insurance Racing | Dodge       | 2     | 14   | 0          |
| Källor: |    |                |                      |             |       |      |            |